# 아들 (드라마)
《아들》은 1986년 5월 4일에 MBC TV에서 방영되었던 베스트셀러극장이다. 원작에서는 기순이 이른바 빨갱이로 몰려 감옥에 간 것으로 설정된 반면 드라마화 과정에서는 기순이 도둑질로 수감된 것으로 둔갑하였는데, 이는 전두환 정권기의 극심한 소재 제약, 특히 현실문제와 사회문제를 소재로 드라마를 제작하는 것에 대해 정권의 눈치를 본 방송사 심의실의 지나친 소재 제약이 빚어낸 결과물이었다.

## 줄거리
15년 형을 선고받은 재소자로 7년 만에 단 하루의 외박을 허가받고 교도소를 나온 기순(박인환)은 고아원에 있는 아들 익수(안용남)를 만나게 된다. 어린이 대공원에서 익수와 반나절 남짓 즐거운 시간을 보낸 기순은 점점 교도소로 돌아가야 할 시간이 다가오자 어린 아들을 다시 고아원에 맡겨야 한다는 생각에 가슴이 찢어질 듯 한데...

## 출연
- 박인환
- 안용남
- 한애경
- 신충식
- 이영후
- 이수나
- 박상조
- 송기윤
- 윤석오
- 최상규
- 노정아
- 변은영